# Millidium
Genre
Millidium est un genre de coléoptères de la famille des Ptiliidae.

## Systématique
Le genre Millidium a été créé en 1855 par l'entomologiste russe Viktor Motchoulski (1810-1871) avec pour espèce type Millidium sculpturatum.

## Liste d'espèces
Selon BioLib (14 juin 2022) :
- Millidium karnatakense Darby, 2021
- Millidium minutissimum (Ljungh, 1804)
- Millidium sculpturatum Motschulsky, 1855
- Millidium triramosum Motschulsky, 1855

## Publication originale
- Viktor Motchoulski, Études entomologiques, vol. 4, Helsinki, Imprimerie de la Société de Litérature Finnoise, 1855, 84 p. (lire en ligne).